# Alphabet-Morde
Als Alphabet-Morde (auch: Double Initial Murders) werden drei ungeklärte Kindesmorde bezeichnet, die zwischen dem 16. November 1971 und dem 26. November 1973 in der Umgebung von Rochester, Bundesstaat New York, verübt wurden. Die New York State Police behandelt die drei Morde als ohne Verbindung zueinander.

## Opfer
Drei Mädchen im Alter von zehn bzw. elf Jahren, deren Vor- und Nachname mit demselben Buchstaben begannen, wurden entführt, sexuell missbraucht und durch Strangulation getötet. Die Leichen wurden in Städten mit demselben Anfangsbuchstaben wie die Opfernamen abgelegt. Alle drei Opfer verschwanden, als sie sich in Alltagssituationen auf Straßen bewegten. Die Leichen der drei Mädchen wurden an Straßen abgelegt.
- Carmen C., 10 Jahre alt und Tochter puertorikanischer Eltern, verschwand am 12. Juli 1971 und wurde am 16. November 1971 in Churchville tot aufgefunden.[3]
- Wanda W., 11 Jahre alt, vermisst seit dem 7. April 1973; ihre Leiche wurde am 19. April 1973 in Webster gefunden.[1][5]
- Michelle M., 11 Jahre alt, verschwand am 20. November 1973; ihr Leichnam wurde am 26. November 1973 in Macedon aufgefunden.[6]

## Ermittlungen
Die Ermittler richteten nach jedem Fund eine anonyme Hotline und eine Belohnung aus, woraufhin zahlreiche, jedoch letztlich ergebnislose Hinweise eingingen. Über 800 Verdächtige wurden befragt, ohne dass ein Täter ermittelt werden konnte. Die New York State Police behandelt die drei Morde als ohne Verbindung zueinander. Eine Zeitlang rückte der serielle „Double-Initial“-Mörder Joseph Naso in den Fokus, da er in Kalifornien Prostituierte mit doppelt passenden Initialen tötete; seine DNA ließ sich jedoch nicht mit den Rochester-Morden in Verbindung bringen.

## Rezeption

### Film und Fernsehen
- Spielfilm The Alphabet Killer (2008), Regie Rob Schmidt, mit Eliza Dushku
- Dokumentation Will the 'Alphabet' Murders of Upstate New York Ever Be Solved? (A&E, 2019)[7]

### Podcasts
- Crime Junkie – Episode „SERIAL KILLER: The Alphabet Murders (Part 2)“ (Crime Junkie Podcast, 2023)[9]
- True Crime Detective – Artikelserie „Unsolved Mysteries: The Alphabet Murders“ (Medium.com, 2020)[10]
- Kurt Rants! Edition – Folge „The Alphabet Murders“ (Medium.com, 2021)[11]

### Online-Formate
- YouTube-Dokumentation „The Alphabet Murders Crime Scene Locations Documentary“ (2023)[12]
- Artikel „The Alphabet Murders: Circumstantial Vs. Direct Evidence“ (Medium.com, Jan 17 2024)[13]